# Kempen (Heinsberg)

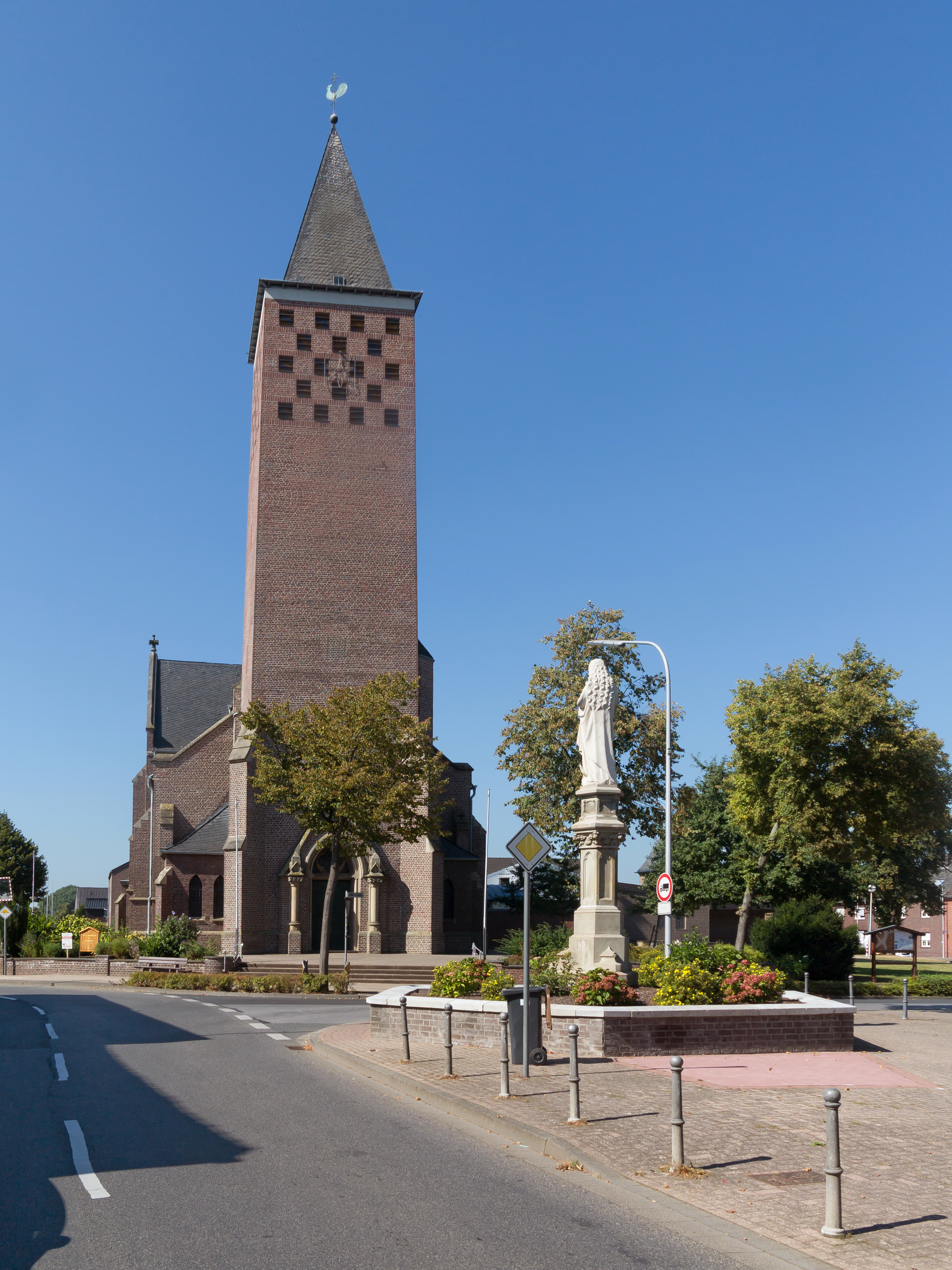
Kirche St. Nikolaus

Kempen ist ein Stadtteil von Heinsberg im Kreis Heinsberg im westlichen Nordrhein-Westfalen. 
Der Ort liegt nördlich des Kernortes Heinsberg. Am nördlichen Ortsrand fließt die Rur, südöstlich des Ortes verläuft die B 221. Westlich – am westlichen Ortsrand des Nachbarortes Karken – verläuft die Grenze zu den Niederlanden.
Die AVV-Buslinien 403 und 405 der WestVerkehr sowie die Buslinie 64 von Arriva verbinden Kempen mit Heinsberg, Erkelenz und Roermond. Abends und am Wochenende kann außerdem der MultiBus angefordert werden.
| Linie | Betreiber | Verlauf |
| ----- | --------- | --- |
| 64    | Arriva    | Heinsberg Busbf – Kempen – Karken (D) – Posterholt (NL) – St. Odiliënberg – Melick – Roermond – Roermond Designer Outlet (AVV-Tarif gilt nur im deutschen Streckenabschnitt)                                                             |
| 403   | west      | Heinsberg AOK – Heinsberg Busbf – Kempen (– Karken) |
| 405   | west      | Erkelenz Bf – (Erkelenz ZOB –) (Grambusch – Schwanenberg – Gerderhahn –) Gerderath – Myhl – Wassenberg – Birgelen – Schloss Elsum – Effeld – Steinkirchen – Ophoven – Kempen – Karken – Heinsberg Busbf (– Heinsberg Agentur für Arbeit) |

## Sehenswürdigkeiten
- St. Nikolaus (Rurkempen)
- Chörchen der alten Kirche (Rurkempen)